# Marcos A. Freiberg
Marcos Abraham Freiberg (* 23. April 1911 in Buenos Aires; † 19. August 1990 in San Francisco, Kalifornien), häufig auch als Marcos A. Freiberg zitiert, war ein argentinischer Zoologe, der sich vornehmlich mit der Herpetologie, der Insektenkunde und der Ornithologie befasste. 

## Leben
Freiberg war der Sohn jüdischer Einwanderer. Sein Vater stammte aus dem Deutschen Kaiserreich, seine Mutter aus Russland. Freiberg war bereits als Jugendlicher von Reptilien fasziniert. Nach einem erfolglosen Versuch, Medizin zu studieren, schrieb er sich am Instituto Nacional del Profesorado Secundario in Buenos Aires ein, wo er 1931 in den Naturwissenschaften graduiert wurde. Mehrere seiner Lehrer waren wissenschaftliche Mitarbeiter am Museo Nacional de Historia Natural (heute Museo Argentino de Ciencias Naturales Bernardino Rivadavia), darunter Pedro Serié (1865–1951), der Freiberg 1933 als ehrenamtlichen Mitarbeiter an die herpetologische Abteilung des Museums holte. Freiberg arbeitete von 1934 bis 1938 als bezahlter Forscher im Museum und wechselte dann in das Museum de Entre Ríos in Paraná, ungefähr 350 km nordwestlich von Buenos Aires gelegen, wo er 1939 Assistenzdirektor und Leiter der zoologischen Abteilung wurde. Freiberg heiratete 1938 die Konzertpianistin Hinda Kucher (1912–2008), mit der er eine Tochter und einen Sohn hatte. 
Nachdem er in Entre Ríos beschäftigungslos geworden war, nahm er notgedrungen eine Verwaltungsstelle in der argentinischen Handelskammer an, bis er schließlich am 12. Februar 1942 als Entomologe in die Sektion für Baumwollgesundheit der Direktion für Pflanzengesundheit des nationalen Landwirtschaftsministeriums mit Sitz in Resistencia in der Provinz Chaco eintrat. Im Jahr 1943 wechselte er als Inspektor in die Seestation des Hafens von Mar del Plata, die der Direktion für Fischerei und Fischzucht untersteht, wo er die Gelegenheit nutzte, die von den Fischerbooten eingebrachten Schildkrötenarten zu erfassen, hauptsächlich Unechte Karettschildkröten Caretta caretta und Lederschildkröten (Dermochelys coriacea). 1944 zog er nach Rosario, um an der Estación Hidrobiológica zu arbeiten.
Im selben Jahr kehrte er in die Provinz Chaco zurück, nach Presidencia Roque Sáenz Peña, 900 km von Buenos Aires entfernt, als Leiter des regionalen Labors für Schadinsekten dieser Stadt, das der Dirección General de Investigaciones Agrícolas des argentinischen Landwirtschaftsministeriums unterstand.
Freiberg  hatte auch zeitweilige Einsätze an anderen Orten. Obwohl er Feldexpeditionen in ländlichen Regionen durchführen konnte, erschwerte die finanzielle Situation seiner Familie seine Forschung. 
Nebenher absolvierte Freiberg ein Studium in der Zahnheilkunde, das er 1942 mit dem Doktor abschloss. Er war praktizierender Zahnarzt in Buenos Aires und lehrte an örtlichen Colleges Biologie. 
1961 wurde Freiberg zum ersten Präsidenten der Asociación Latinoamericana de Ictiólogos y Herpetólogos (ALAIH) gewählt. 1974 erhielt er ein Stipendium aus dem Fulbright-Programm zur Erforschung südamerikanischer Schildkröten und Kaimane am National Museum of Natural History in Washington, D.C. Im Jahr 1977 beteiligte er sich am Reptilienkapitel des Werks Fauna de agua dulce de la República Argentina, das von Raúl Adolfo Ringuelet (1914–1982) und Zulma J. Ageitos de Castellanos (1922–2010) herausgegeben wurde.
1984 wanderten Freiberg und seine Frau nach San Francisco aus, um näher bei ihren Kindern zu sein, die bereits in die Vereinigten Staaten übergesiedelt waren. Er übersetzte medizinische Texte ins Spanische und veröffentlichte 1990 das Buch Bilingual Dictinoary of Dental Terms.
Neben Fachartikeln über Insekten und Vögel, veröffentlichte Freiberg zwischen 1935 und 1974 rund 30 wissenschaftliche Artikel über Reptilien und Amphibien. Die meisten sind nationale oder regionale Checklisten sowie Erstbeschreibungen neuer Repitlientaxa. Freiberg schrieb mehrere populärwissenschaftliche Bücher für die breite Öffentlichkeit, darunter Vida de batracios y reptiles sudamericanos (1954). Später veröffentlichte er mehrere Bücher in El mundo de los animales venenosos, einer Reihe, die in Buenos Aires publiziert wurde, über Schlangen (1970), Schildkröten (1971), Vögel (1973), Amphibien (1975), Prähistorische Tiere (1976) und Echsen (1977). Ferner gab er ein Fachbuch über die Ökologie in Argentinien (1982) heraus und veröffentlichte drei populärwissenschaftliche Bücher in englischer Sprache über die Schildkröten (1981) und Schlangen (1982) sowie ein Werk über giftige Tiere (1984) in Zusammenarbeit mit Jerry G. Walls.

## Dedikationsnamen
Der chilenische Herpetologe Roberto Donoso-Barros benannte 1969 die Froschart Engystomops freibergi zu Ehren von Marcos A. Freiberg.

## Erstbeschreibungen unter der Beteiligung von Marcos A. Freiberg
- Notoemys Cattoi & Freiberg, 1961
- Chelonoidis donosobarrosi Freiberg, 1973
- Acanthochelys pallidipectoris (Freiberg, 1945)
- Dysdercus chaquensis Freiberg, 1948
- Stenocercus doellojuradoi (Freiberg, 1944)
- Chelonoidis petersi Freiberg, 1973
- Podocnemis argentinensis Cattoi & Freiberg, 1958
- Trachemys dorbigni subsp. brasiliensis Freiberg, 1969
- Notoemys laticentralis Cattoi & Freiberg, 1961
- Epictia australis (Freiberg & Orejas-Miranda, 1968)
- Caiman latirostris subsp. chacoensis Freiberg & Carvalho, 1965